# 布魯尼夫卡
49°38′56″N 34°40′51″E / 49.64889°N 34.68083°E
布魯尼夫卡（烏克蘭語：Брунівка），是烏克蘭的村落，位於該國中部波爾塔瓦州，由波爾塔瓦區負責管轄，處於斯溫基夫卡河畔，海拔高度88米，2001年人口21。